# Skanda-purana
El Skandá purāṇá es el mayor mahā puraná, un género de dieciocho textos religiosos hindúes.
- स्कन्दपुराण, en escritura devánagari del sánscrito.
- skandápurāṇa, en el sistema IAST de transliteración sánscrita.

## Datación
Se desconoce su fecha de composición. Generalmente los hinduistas creen que todos los 18 mahā puranás fueron escritos por el sabio Viasa, aproximadamente en el siglo XXXVI a. C. (una fecha provista por el astrónomo Aria Bhatta en el siglo VI d. C.).
Debido a que su lenguaje está alejado del sánscrito védico en el que se escribió el Rig-veda (el texto más antiguo de la India, de mediados del II milenio a. C.), se considera que este Purana fue compuesto en la época del Majabhárata (texto épico-religioso del siglo III a. C.).

## Contenido
El texto está dedicado principalmente a la vida y obra del dios Kartikeia (también llamado Skandá o Murugan), hijo del dios Shiva y la diosa Párvati.
También contiene una serie de leyendas acerca de Shivá, y los lugares sagrados asociados con él.
Este mahapuraná fue recitado por Skandá, y está disponible en distintas partes, a veces también fragmentada.
También se describe la tradición shivaísta en la región Hemakuta (cerca de la ciudad de Viyaia Nagara, en el estado de Karnataka). El «Kashi khanda» (‘capítulo sobre Varanasi’) describe la misma tradición en la zona de Benarés, y el capítulo «Utkala khanda» la describe en el estado de Orissa.

### Leyendas populares
En el Skandá puraná se describen algunos populares mitos hinduistas:
- El yagñá (sacrificio) de Prayápati Daksha.
- El batido del océano y la aparición del amrita (néctar de los dioses).
- La historia del demonio Taraka Asura.
- El nacimiento de la diosa Párvati y su matrimonio con el dios Shivá.
- El nacimiento del dios Skandá (o Karttikeya).
- Skandá asesina al demonio Tarakasura.
- El asesinato de Pralamba Asura.
- Las consultas de Karamdham.
- El asesinato de los demonios Shumbha, Nishumbha y Majisha Asura.
- La reseña de Vishnu kunda.
- La historia de Padmavati.
- Una descripción de los diversos lugares sagrados asociados con Shivá y Skandá.
- La historia de Trishanku y el sabio Vishuá Mitra.
- Descripción de los Narakas (infiernos).
- Descripción de los Yiotir lingas (importantes santuarios sagrados asociados con el dios Shivá).

## Organización de los textos
Tradicionalmente, todo el cuerpo de textos que se consideran parte del Skandá puraná se agrupan de dos maneras.
Según una tradición, los textos se deben agrupar en 6 samjitás (‘libros’), cada uno de los cuales consta de varios khaṇḍas (‘capítulos’).
Según otra tradición, se deben agrupar en 7 khaṇḍas.
Las ediciones impresas disponibles en la actualidad fueron publicadas por:
- Ediciones Bangabasi Press (de Calcuta),
- Shri Venkateshvara Press (de Bombay, 1910)
- NK Press (de Lucknow).
- Banarsidass Motilal (de Nueva Delhi), traducción al inglés en 20 volúmenes, 1999-2003

Todas estas ediciones consisten en 7 khaṇḍas:
- «Majéshwara khanda»
- «Vishnú khanda», o «Vaishnavá khanda»
- «Brahmá»
- «Kasi khanda»
- «Āvantia khanda»
- «Nagara khanda»
- «Prabhasa khanda»

### Los khandas
1. Maheśvara khaṇḍa:
  1. Kedāra khaṇḍa (35 capítulos),
  2. Kaumārika khaṇḍa, o Kumārika khaṇḍa (66 capítulos)
  3. Arunāchala khaṇḍa, o Arunāchala māhātmia.
    1. Pūrvārdha (13 capítulos)
    2. Uttarārdha (24 capítulos).
2. Viṣṇu khaṇḍa, o Vaiṣṇava khaṇḍa
  1. Veṅkatāchala māhātmia (40 capítulos),
  2. Puruṣottama kṣetra māhātmia (49 capítulos),
  3. Badarika āśrama māhātmia (8 capítulos),
  4. Kārttika māsa māhātmia (36 capítulos),
  5. Mārgaśirṣa māsa māhātmia (17 capítulos),
  6. Bhāgavata māhātmia (4 capítulos),
  7. Vaiśākha māsa māhātmia (25 capítulos),
  8. Ayodhyā māhātmia (10 capítulos)
  9. Vāsudeva māhātmia (32 capítulos).
3. Brahma khaṇḍa
  1. Setu māhātmia (52 capítulos),
  2. Dharmāraṇya khaṇḍa (40 capítulos)
  3. Uttara khaṇḍa, o Brahmottara khaṇḍa (22 capítulos).
4. Kāśī khaṇḍa
  1. Pūrvārdha (50 capítulos)
  2. Uttarārdha (50 capítulos).
5. Āvantya khaṇḍa
  1. Avanti kṣetra māhātmia (71 capítulos)
  2. Chatura śīti liṅga māhātmia (84 capítulos)
  3. Revā khaṇḍa (100 capítulos).
6. Nāgara khaṇḍa (279 capítulos)
  1. Tirtha māhātmia
7. Prabhāsa khaṇḍa (366 capítulos)
  1. Prabhāsa kṣetra māhātmia,
  2. Vastrāpatha kṣetra māhātmia,
  3. Arvuda khaṇḍa
  4. Dvarakā māhātmia[3]

### Los samhitás
El segundo tipo de división del Skandá puraná se encuentra en algunos textos: 
- el «Jalasia majatmia» del Agastia samjitá
- el Śaṁkarī saṁhitā
- el «Sambhava khāṇḍa» del Śaṁkarī saṁhitā
- el «Śiva māhātmya khaṇḍa» del Sūta saṁhitā
- el «Kālikā khaṇḍa» del Sanat kumāra saṁhitā.

Según estos textos, el Skandá puraná se compone de seis saṁhitās (secciones):
1. Sanatkumāra saṁhitā
2. Sūta saṁhitā (desaparecido, aunque se conserva un manuscrito de un comentario acerca de este samjitá, escrito por Madhava Acharia).
3. Śaṁkarī saṁhitā
4. Vaiṣṇavī saṁhitā (desaparecido)
5. Brāhmī saṁhitā (desaparecido) y
6. Saura saṁhitā.